# Verdesca

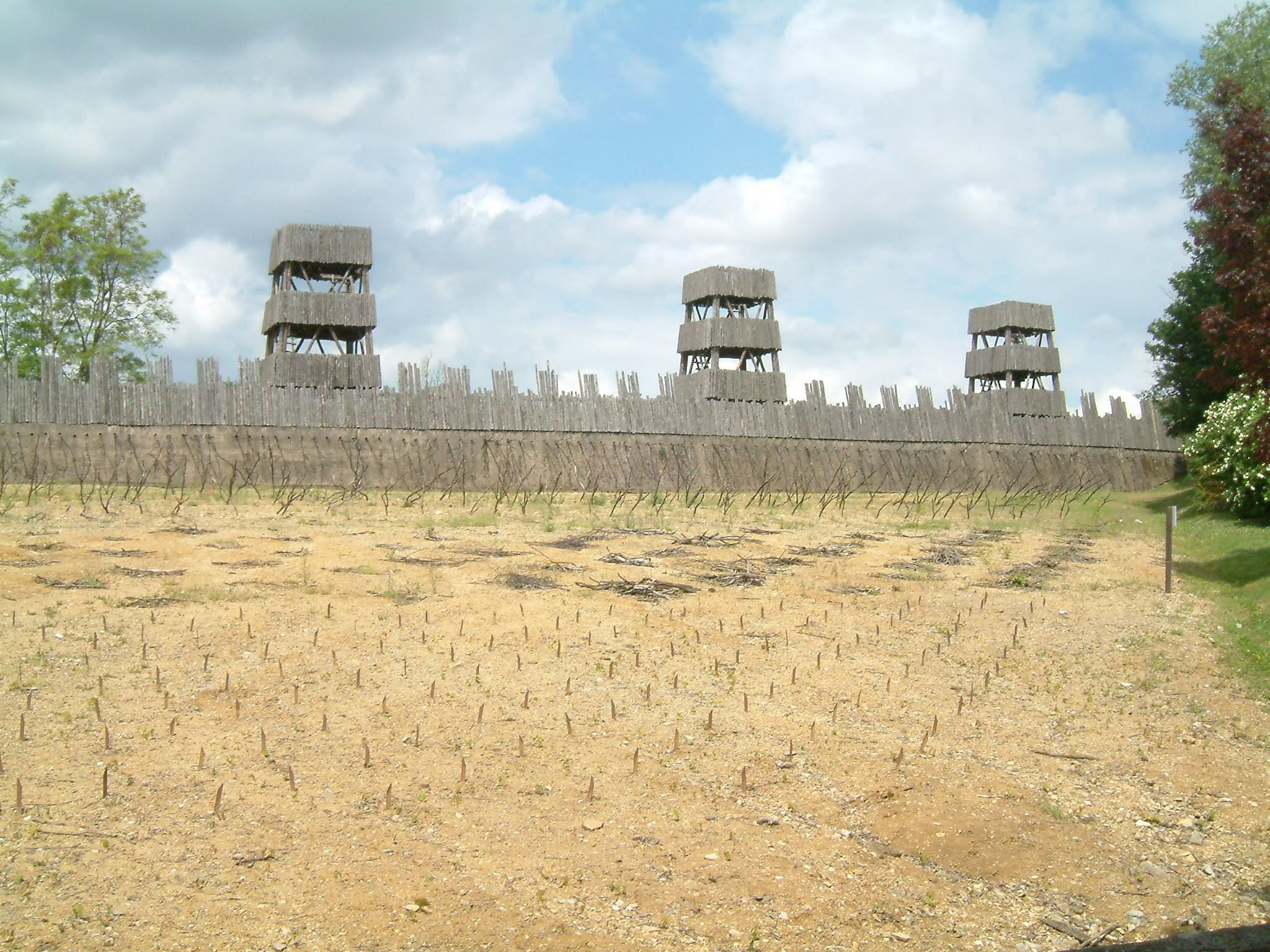
Verdesques en la reconstrucció d'un campament romà (castrum)
a l'Arqueòdrom de Beaune (França)

Una verdesca és una construcció militar defensiva feta de fusta. Es construïa damunt d'una torre, dalt d'una muralla, sobre un pont o en un giny d'assalt per a protegir els combatents dels trets dels enemics. Es construïa amb bastons. Això és: fusta en estat natural, amb troncs de secció rodona. Més econòmica i resistent que la fusta escairada en taulons.

## Etimologia
Del baix llatí bretesca, influenciat per l'adjectiu verd. Els termes occitans antics (bertresca, verdesca), francesos antics (bretesche, berteiche, bretesse), italians antics (bertesca, bertescha) provenen igualment del baix llatí.

## Història i documents
Malgrat la raresa del terme molt especialitzat, la documentació sobre verdesca (i les variants gràfiques) és prou abundant. Començant per la forma llatina bretesca i continua amb les versions en les llengües vulgars.
- Abans de 1198. En la fortificació del castell de Dover, en època d'Enric II d'Anglaterra: «Pro una bretesca facienda 3 s.»[11]
- 1392. En la seva obra Lo Crestià, Francesc Eiximenis tractava, entre altres temes, d'aspectes bèl·lics, i aconsella sobre armes ofensives i defensives. Una de les fortificacions descrites era la verdesca. El text d'Eiximenis especifica que l'estructura principal d'una verdesca ha de ser de bastons gruixuts i disposats molt junts.[12]

| « | …E consellen, per guardar-se de scalar, que facen verdescha engir lo mur pertot qui siga sobre bastons forts e spessos per tal que ells no puxa entrar negun qui puig per scala sino ab afany en guisa que abans puxa esser ferit que no haja trencat lo dit bastó de la verdescha. La dita verdescha aximateix defen aquells qui son al mur de les tretes d'aquells de fora… | » |
| — Francesc Eiximenis. «Capítol CCCX. Com los assetjats deuen fer defensió contra ginys e trabuchs». A: Dotzé del Crestià. | |   |

- Crònica de Pere el Cerimoniós.[13]

- Crònica de Ramon Muntaner. "Barbacanes enverdescades".[14]

- 1433. L'estol d'Alfons el Magnànim que salpà cap a Sicília, va carregar a Barcelona moltes "artilleries" (molts ginys d'assalt), fabricades segons Melcior Miralles a Catalunya. Dins d'una llarga descripció, el cronista esmenta unes escales molt altes fortificades a la part superior amb sengles verdesques. És important que la descripció especifiqui «a manera de castell». Això indica que una de les formes de la verdesca imitava un petit castell, construït de fusta.

| «                            | …En cascuna nau portava dues escales –cascuna era pus alta que no la gàbia de la nau .XXXX. palms–, e heren entoldades e cubertes, en manera que ells que pugaven sens peril, e dalt, al cap de les escales, tenien huna verdesca a manera de castel, ab dos portes ab perns, en manera que's podien tanquar e hobrir e fer armes, e podien estar en cascuna verdesca XV hòmens d'armes o balestés … | » |
| — Melcior Miralles. Dietari. | |   |